# Hypertropha
Genre
Hypertropha est un genre de lépidoptères de la famille des Depressariidae et de la sous-famille des Hypertrophinae.
Leurs chenilles se nourrissent généralement sur des Myrtaceae. Leurs chrysalides sont nues et se tiennent debout sur leur extrémité.
Ce genre comprend 4 espèces:
- Hypertropha chlaenota Meyrick, 1887
- Hypertropha desumptana (Walker, 1863)
- Hypertropha thesaurella Meyrick, 1882
- Hypertropha tortriciformis (Guenée, 1852)

## Galerie

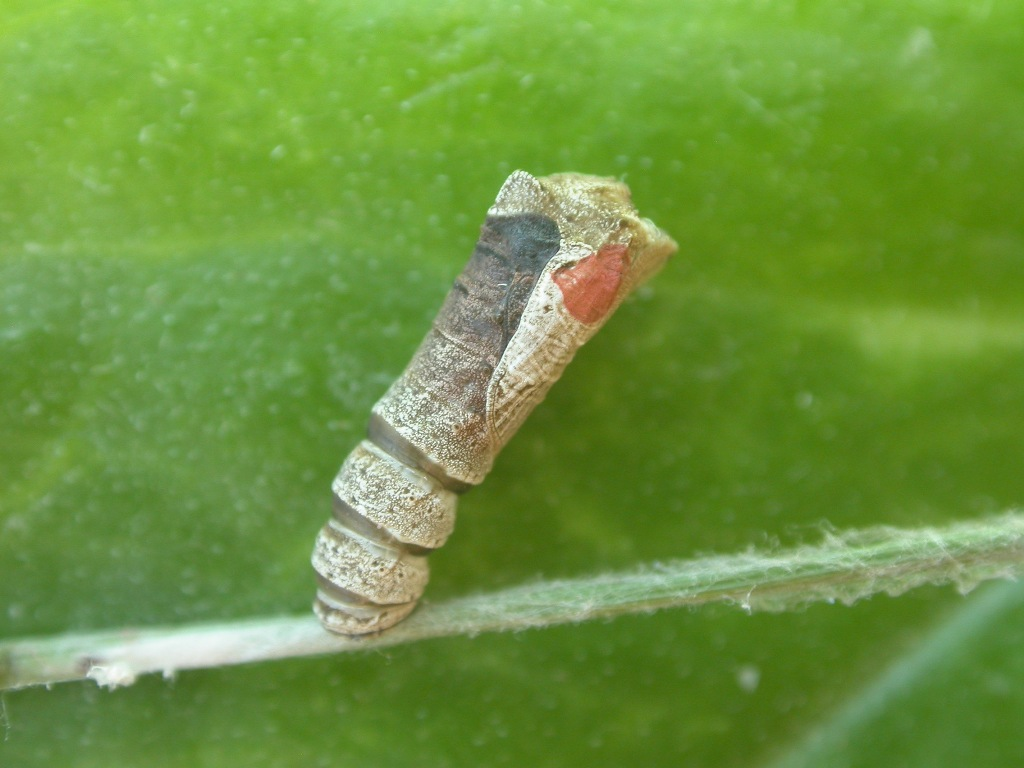
Puppe de Hypertropha chlaenota